# Reliques of Ancient English Poetry
Reliques of Ancient English Poetry; Consisting of Old Heroic Ballads, Songs and other Pieces of our earlier Poets (Chiefly of the Lyric kind), Together with some few of later Date – so der vollständige Titel – lautet der Name der Anthologie, die Thomas Percy in einer ersten unvollständige Auflage 1765 zu den von ihm im Laufe der Jahre auf der Basis eines Manuskriptfundes gesammelten englischen Sagen, Balladen, Straßenliedern, Gedichten und Abenteuergeschichten veröffentlichte. Erst 1867/1868 wurde sie nach etlichen Überarbeitungen durch die nach ihm folgenden Bearbeiter und Herausgeber fertiggestellt.

## Entstehungsgeschichte
Thomas Percy, der spätere Bischof des irischen Dromore, stieß 1756 während seiner Zeit als Pfarrer von Easton Maudit im Haus eines Freundes auf eine später nach ihm benannte Percy Folio MS benannte Handschriftensammlung des Mittelalters, die man um 1650 nach mündlichem Vortrag in Lancashire und Cheshire aufgezeichnet hatte. Da sie in dem Haus zum Anfachen des Kaminfeuers benutzt wurde, fehlten bereits Teile. Durch das Binden des Manuskripts gingen weitere Abschnitte verloren. Unter den 191 erhaltenen Texten waren mittelalterliche Arthusromanzen, Lyrik des 16. und 17. Jahrhunderts und Straßenlieder sowie volkstümliche und ritterlicher Abenteuergeschichten und Balladen über Robin Hood. Samuel Johnson und der Dichter William Shenstone ermutigten Percy zur Veröffentlichung der Texte, die nach einer ersten Auflage von 1765 (Reliques of Ancient English Poetry, Cosisting of old heroic Ballads, Songs and other Pieces of our earlier Poets (chiefly of the Lyric Kind), together with some few of later date, London), erst 1867/68 nach langjährigen Bearbeitungen Percys und weiterer Bearbeiter fertiggestellt wurde. Diese hingegen bildete die Grundlage für Francis James Childs Sammlung The English and Scottish Popular Ballads (1882–1898).

## Ausgaben
- Reliques of Ancient English Poetry; Consisting of Old Heroic Ballads, Songs and other Pieces of our earlier Poets (Chiefly of the Lyric kind), Together with some few of later Date, London 1765 (GBS).